# Waldemar Bülow

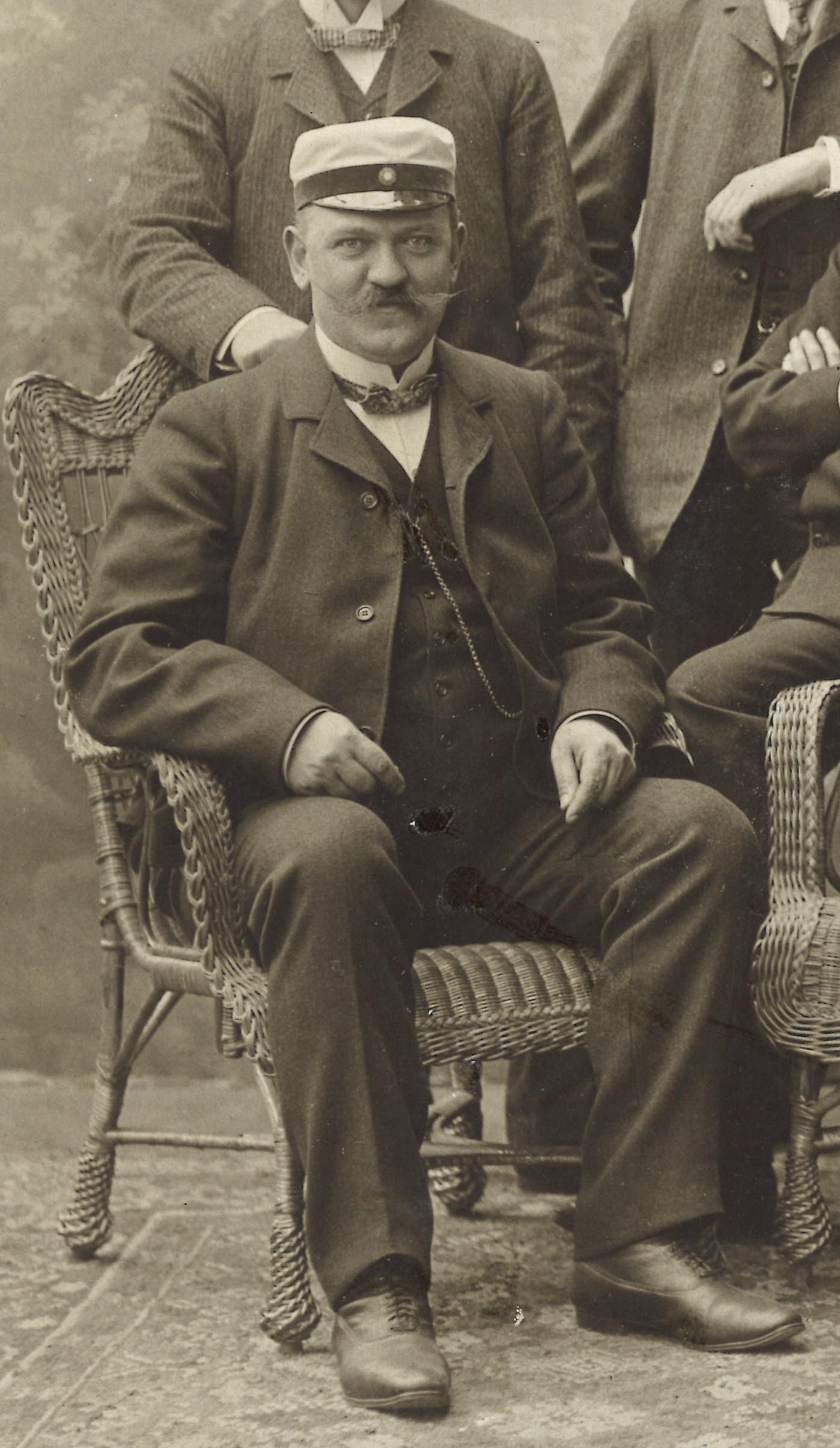
Waldemar Bülow som ledamot av kommittén bakom Lundakarnevalen 1904.

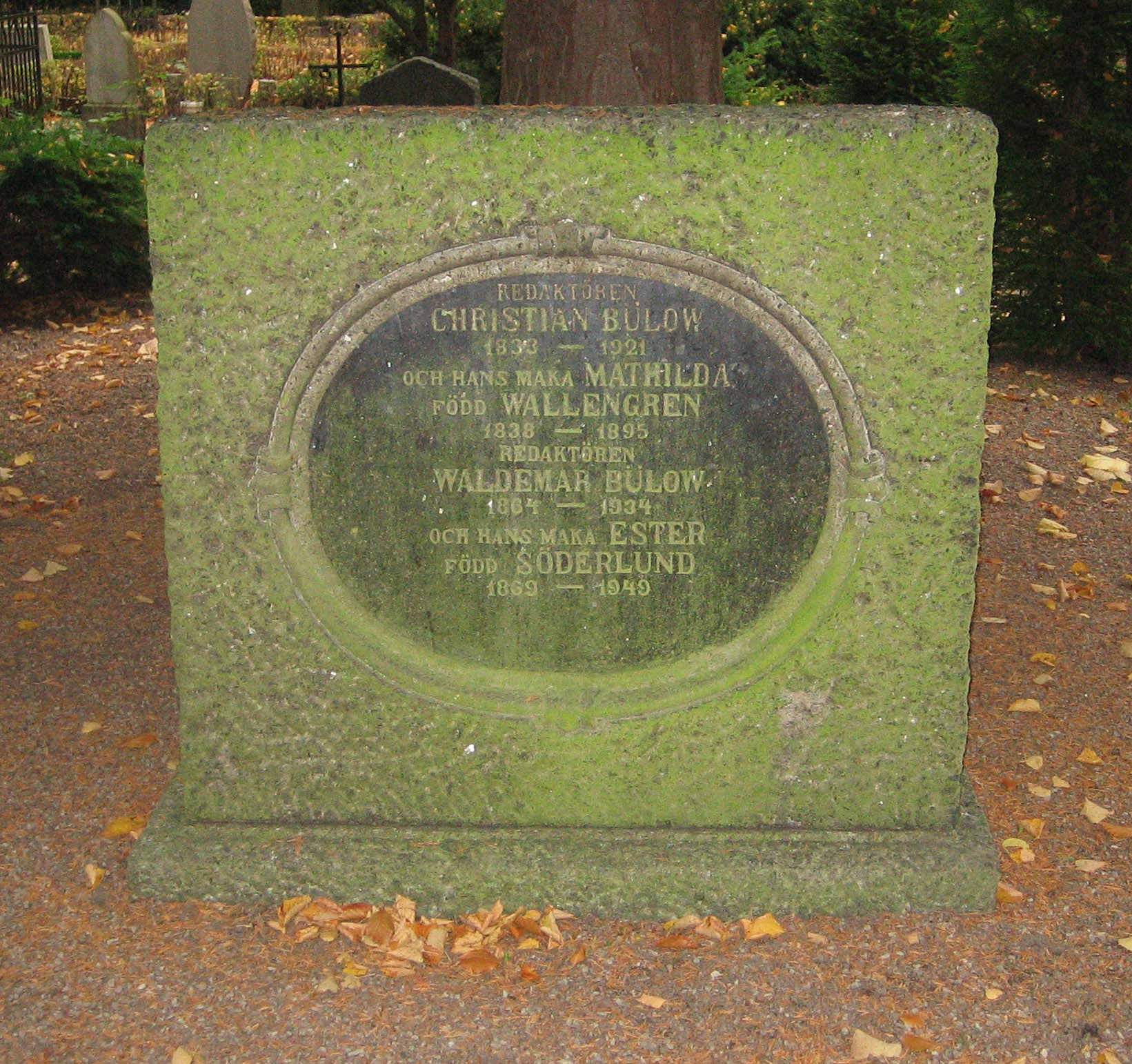
Waldemar Bülows grav på Östra kyrkogården i Lund.

Christian Albin Waldemar Bülow, född den 14 januari 1864 i Lund, död där den 30 maj 1934, var en svensk tidningsman, politiker, humorist och miljöaktivist verksam i Lund. 

## Biografi
Waldemar Bülow var son till redaktören och riksdagsmannen Christian Bülow och kusin till Axel Wallengren (Falstaff, fakir). Bülow var från 1891 redaktör för den av fadern Christian grundade liberala lundatidningen Folkets Tidning i vilken han själv stod för en stor del av innehållet fram till dess nedläggning 1921. 
Som frisinnad kommunalpolitiker var Bülow ledamot av hälsovårdsnämnden och fattigvårdsstyrelsen (där han så småningom blev distriktschef) från 1903, av folkskolestyrelsen från 1905 och av fosterbarnsnämnden från 1912. Sistnämnda år blev han även ordförande i barnavårdsnämnden. Han satt som ledamot i stadsfullmäktige 1911-1922. 
Bülow var också mycket naturintresserad, bland annat som framstående mykolog, och verkade för skydd av naturområden som Dalby hage samt värnade om den skånska storkstammen. Han satt också som ledamot i styrelserna för ett antal större officiella utställningar som Lundautställningen 1907 och trädgårdsutställningar i bland annat Landskrona och Köpenhamn.
Han förärades flera ordnar, Riddare av Vasaorden (1907), Nordstjärneorden (1914), den danska Dannebrogorden samt den franska Officier de l'Instruction publique.
Sitt genuina samhällsengagemang till trots var Bülow dock inte minst känd som stor skämtare (stundtals under pseudonymen Mesopotamus Jönsson) och ingick under det sena 1800-talet och det tidiga 1900-talet i flera av kommittéerna bakom Lundakarnevalen, stundtals tillsammans med kusinen Axel Wallengren, med vilken han delade både humor och naturintresse.
Som exempel på Bülows drastiskt humoristiska formuleringskonst kan citeras följande rader ur förordet till hans bok Allvarsord, en samling av hans tidningsartiklar:
| ”                                                            | De [texterna] böra helst icke missförstås. Min avsikt med dem är i alla fall god, och då jag äger tillräckliga kroppskrafter, varnar jag för obehörig kritik, vilken i dessa kritiska tider för resten är alldeles onödig | „ |
| – Waldemar Bülow, Allvarsord om allting och ingenting (1917) | |   |

Också följande nyhetsnotis är talande för Bülows skämtlynne:
| ”                                         | Av en huggorm blev i går morse i Holmeja en medelålders, ogift man biten i det nedersta bakbenet. Som mannen hade träben, vilket ormen antagligen ej observerade, generade missödet honom icke utan intog han omedelbart middag hos en person, vilken varit gift med en kusin till hans faster. | „ |
| – Waldemar Bülow, Notis i Folkets Tidning | |   |

Som ung hade Bülow varit en av initiativtagarna till den radikal-liberala sammanslutningen De Unge Gubbarne (D.U.G.). Han var god vän med Strindberg som periodvis bodde hos Bülow under sina lundavistelser och bland annat firade sin 50-årsdag 1899 hos denne.
Bülows verksamhet vid Folkets Tidning renderade bl.a. i ett tryckfrihetsmål i oktober 1911, från Kulturens grundare Georg Karlin. Denna tvist följdes intensivt av den lokala pressen, bl.a. Sydsvenska Dagbladet
. Rådhusrätten fällde året därpå Bülow såsom ansvarig utgivare till böter.
Waldemar Bülow var gift med Ester Charlotta Katarina Söderlund (1869-1949). Makarna ligger begravda på Östra kyrkogården i Lund.
Bülows efterlämnade handlingar förvaras på handskriftssektionen på Lunds universitetsbibliotek